# Hipótese um gene-uma enzima

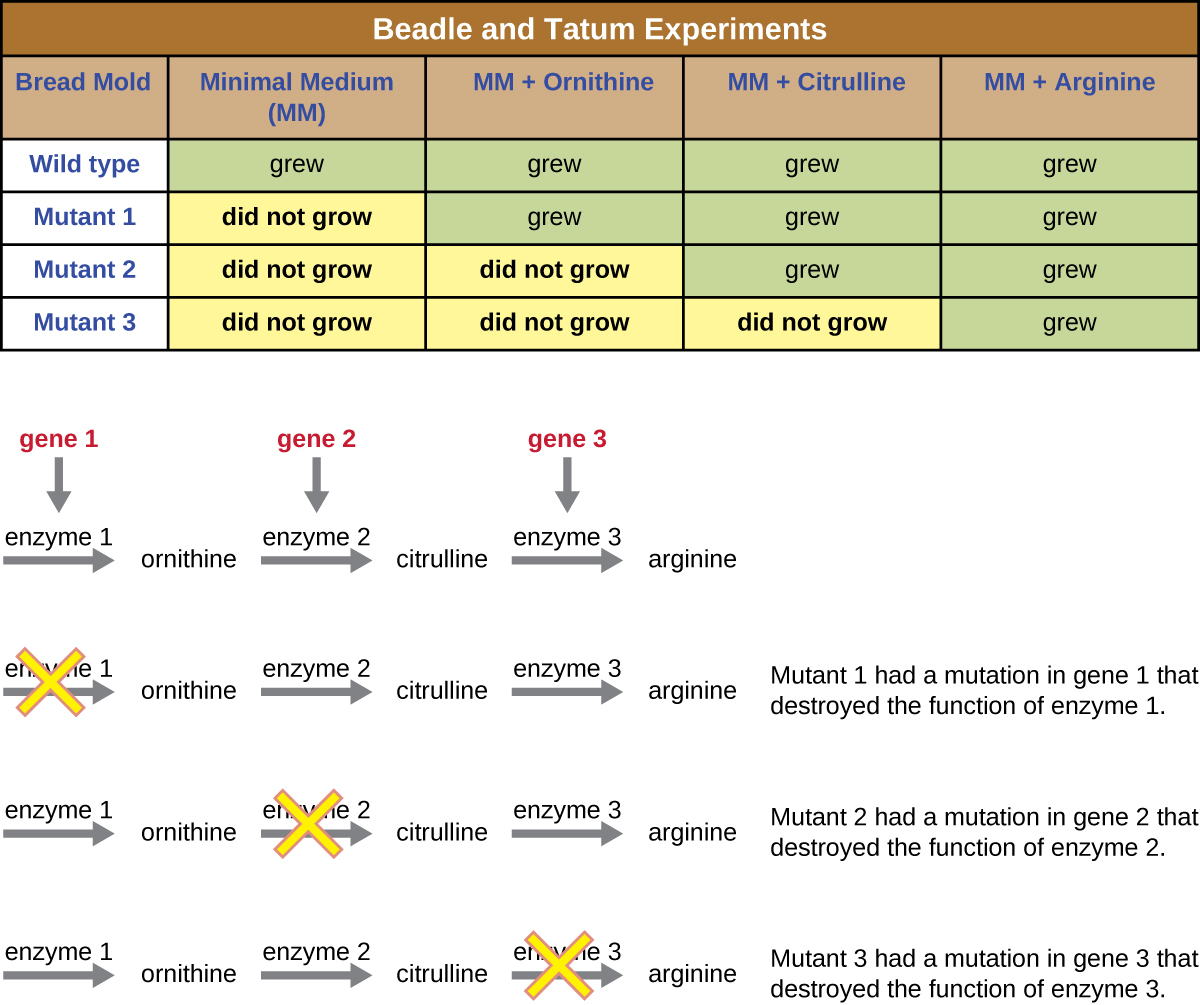
Esquema usado nas experiências de Beadle e Tatum.

A hipótese um gene-uma enzima é a ideia de que os genes atuam por intermédio da produção de enzimas, com cada gene responsável pela produção de uma única enzima que por seu lado afeta um único passo de uma via metabólica. O conceito foi proposto por George Beadle e Edward Tatum num influente artigo publicado em 1941 sobre mutações genéticas no bolor Neurospora crassa, e subsequentemente denominado como "hipótese um gene-uma enzima" pelo seu colaborador Norman Horowitz.  É muitas vezes considerado o primeiro resultado significativo do que viria a ser conhecido como  biologia molecular.  Apesar de ter tido uma grande influência, rapidamente foi reconhecido que esta hipótese era uma sobressimplificação. Mesmo a reformulação que se lhe seguiu, denominada "hipótese um gene-um polipéptido", é atualmente considerada como demasiado simples para poder descrever a relação entre os genes e as proteínas.